# Xã Bucklin, Quận Linn, Missouri
Xã Bucklin (tiếng Anh: Bucklin Township) là một xã thuộc quận Linn, tiểu bang Missouri, Hoa Kỳ. Năm 2010, dân số của xã này là 733 người.